# ويليام أديسون دونكان
ويليام أديسون دونكان (بالإنجليزية: William Addison Duncan)‏ هو محامي وسياسي أمريكي، ولد في 2 فبراير 1836 في الولايات المتحدة، وتوفي في 14 نوفمبر 1884 في نفس البلد. حزبياً، نشط في الحزب الديمقراطي. وقد انتخب عضو مجلس النواب الأمريكي.